# Microcalcarifera
Microcalcarifera is een geslacht van vlinders van de familie spanners (Geometridae), uit de onderfamilie Larentiinae.

## Soorten
- M. arcuata Swinhoe, 1902
- M. asystata Turner, 1922
- M. decora (Turner, 1942)
- M. diplodonta (Turner, 1904)
- M. epicryptis Meyrick, 1897
- M. haemobaphes Turner, 1926
- M. leptobrya Turner, 1939
- M. melanocausta Meyrick, 1891
- M. oriochares Turner, 1922
- M. quadristrigata Walker, 1862
- M. squamulata Guenée, 1858
- M. typhopa Lower, 1897
- M. villosata Guenée, 1857